# Rohacze

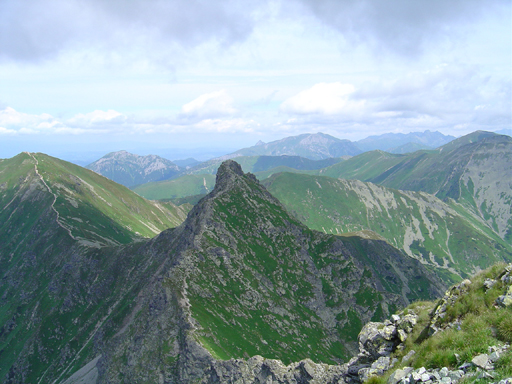
Rohacz Ostry widziany z Rohacza Płaczliwego

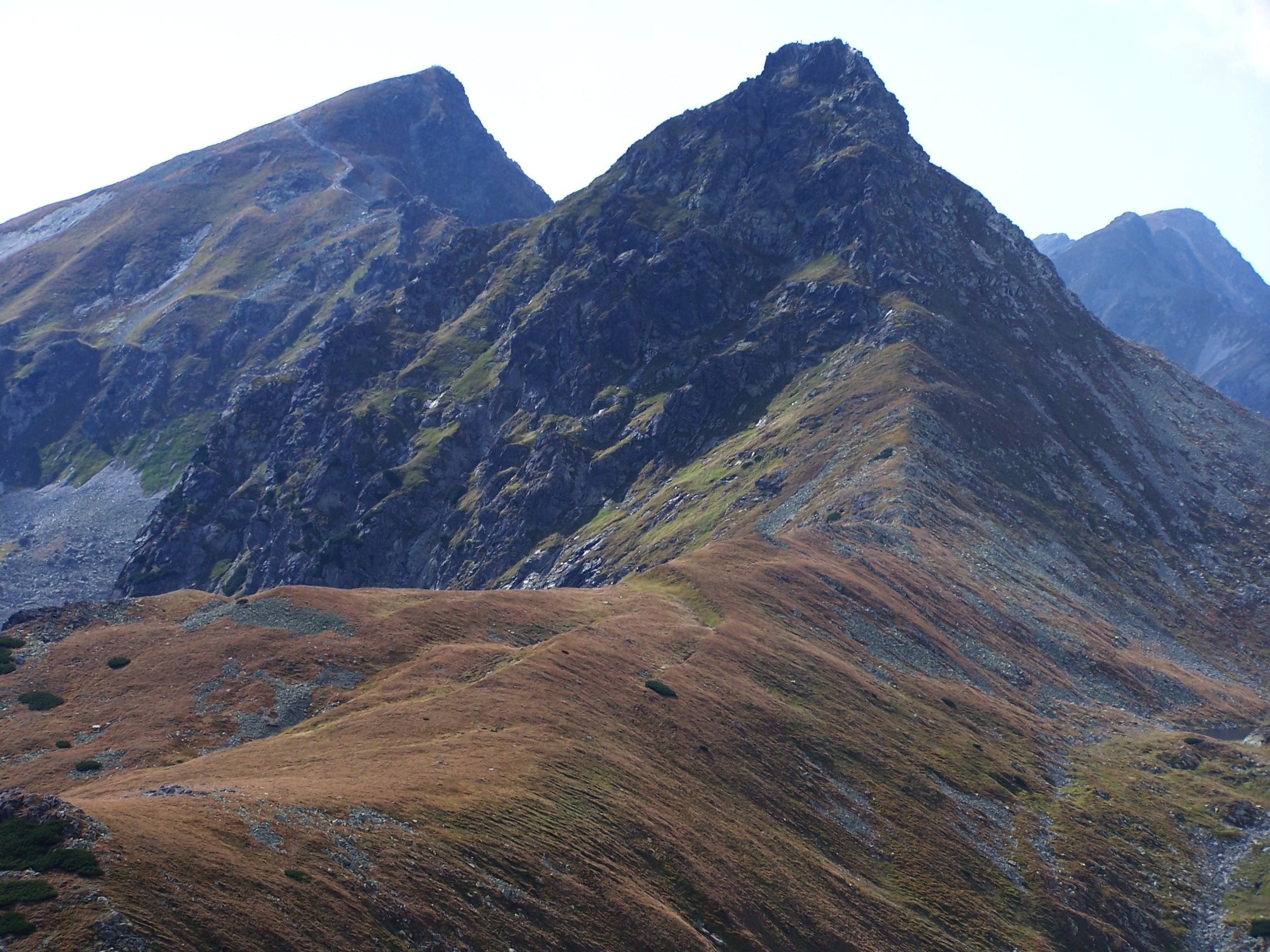
Rohacze – widok z Łopaty

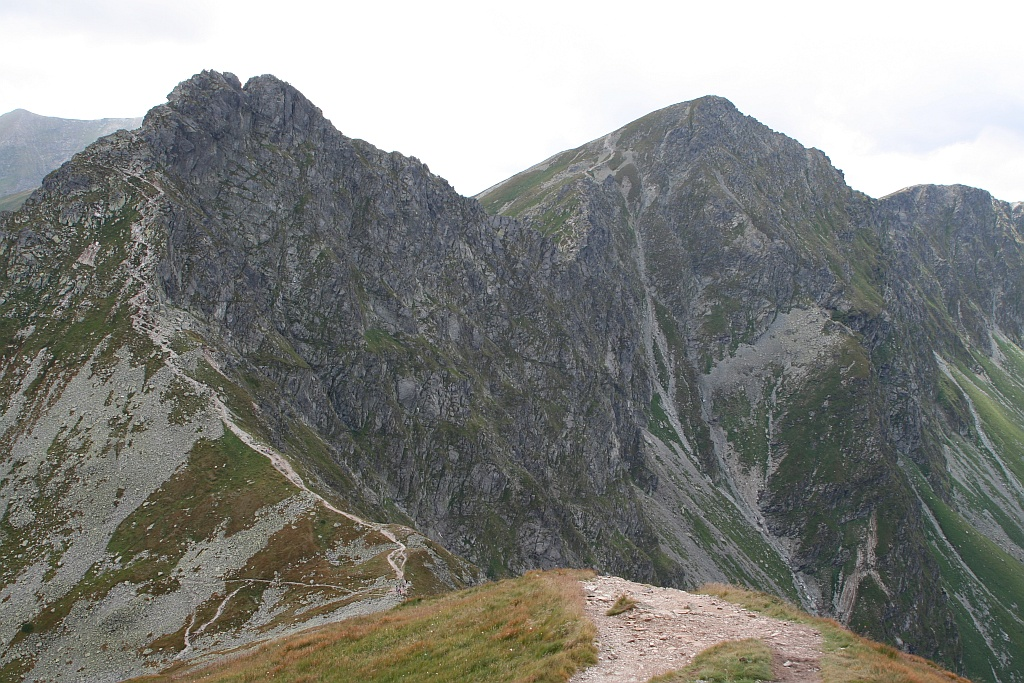
Rohacz Ostry i Rohacz Płaczliwy widziane z Wołowca

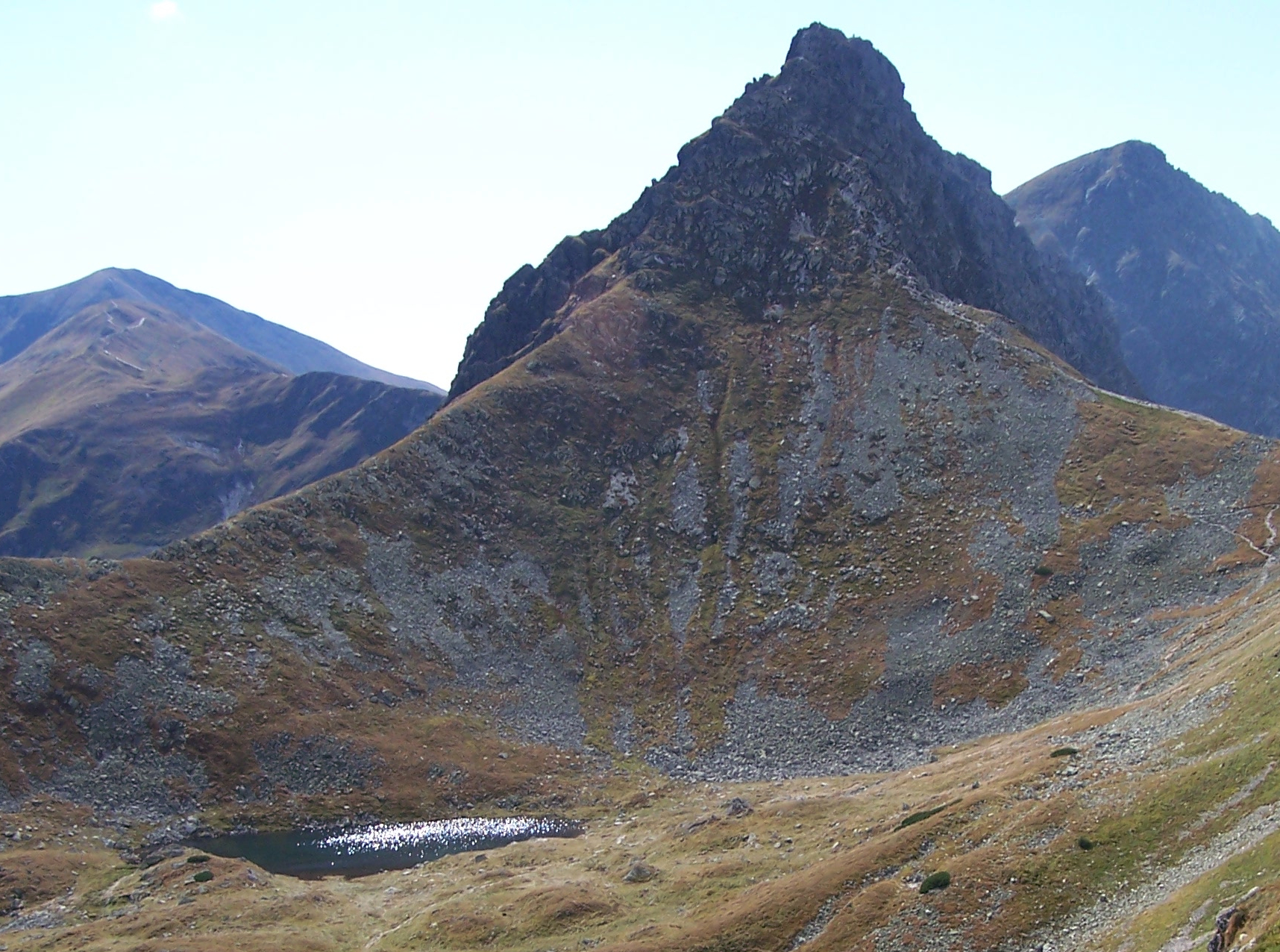
Rohacz Ostry na tle Jamnickich Stawów

Rohacze (słow. Roháče, niem. Rohács-Gruppe, Rohácsgebirge, węg. Rohács-csoport) – dwa wybitne, skaliste szczyty w grani głównej Tatr Zachodnich, położone ponad dolinami: Smutną, Żarską i Jamnicką. Swoim wyglądem bardziej przypominają szczyty Tatr Wysokich niż Tatr Zachodnich.

## Topografia
Wyższym z Rohaczy jest Rohacz Płaczliwy, który ma wysokość 2126 m n.p.m. Niższy – Rohacz Ostry – ma 2086 m n.p.m. Rozdzielone są Rohacką Przełęczą (1962 m). W północnym kierunku do Doliny Smutnej opadają bardzo stromymi ścianami o względnej wysokości 200–250 m. Od Rohacza Płaczliwego odbiega w południowym kierunku boczny grzbiet, który poprzez Żarską Przełęcz łączy się z Barańcem.
Według niektórych topografów nazwą Rohacze określane jest całe pasmo górskie od Rohacza Ostrego aż po Zuberski Wierch, obejmujące takie szczyty, jak: Zuberski Wierch, Brestowa Kopa, Brestowa, Salatyński Wierch, Mały Salatyn, Spalona Kopa, Pachoł, Banówka, Hruba Kopa, Trzy Kopy, Rohacz Płaczliwy, Rohacz Ostry.

## Opis
Zbudowane ze skał krystalicznych Rohacze od dawna były sławne wśród turystów. Wspinał się na nie m.in. Tytus Chałubiński z liczną grupą towarzyszących mu górali. Przez Rohacze biegnie malowniczy szlak turystyczny, który swoją skalną scenerią, ze stromymi podejściami i licznymi ubezpieczeniami w postaci łańcuchów przypomina polską Orlą Perć, bywa też nazywany „Orlą Percią Tatr Zachodnich”. Jest to fragment czerwonego szlaku biegnącego przez główną grań Tatr. W znacznej mierze ten szlak prowadzi ściśle po grani, dlatego też miejscami jest bardzo eksponowany (zwłaszcza w rejonie tzw. Rohackiego Konia) i stąd uchodzi za szlak trudny, który wymaga dobrego przygotowania turystycznego oraz odporności na ekspozycję. Nie powinni wybierać tej trasy turyści z lękiem wysokości. Niektórzy uważają nawet, że ta trasa może być bardziej wymagająca od Orlej Perci (m.in. ze względu na wspomnianą ekspozycję).
Tak o Rohaczach pisał w 1907 r. taternik Janusz Chmielowski: „Pasmo to niewielkie, lecz pięknością nie ustępuje bynajmniej szczytom Tatr Wysokich”. Pierwszego przejścia zimowego grani Rohaczy, od Rakonia po Smutną Przełęcz, dokonali w marcu 1911 r. (częściowo na nartach) Henryk Bednarski, Józef Lesiecki, Leon Loria, Mariusz Zaruski, Stanisław Zdyb i Janusz Żuławski. Mariusz Zaruski  tak pisał o tym w 1912 r.: „...chociaż każdy z nas obyty był dobrze z cudami tatrzańskiej zimowej fantasmagorii, przez dłuższy czas staliśmy bez ruchu, podziwiając robotę pelagiczną zimy. Oto ściana lita ze śniegu, straszliwą w swej śmiałości linią spadająca w przepaść; oto potworne białe kowadło, na którym chyba legendarni przodkowie Lapończyków, rówieśnicy Laurukadża, kuli swe siekiery...”

## Szlaki turystyczne
– czerwony, biegnący granią główną Tatr Zachodnich. Czas przejścia od Smutnej Przełęczy przez Rohacz Płaczliwy i Rohacz Ostry do Jamnickiej Przełęczy: 2 h, z powrotem tyle samo
  – żółty szlak z Żarskiej Przełęczy na Rohacz Płaczliwy. Czas przejścia: 30 min, ↓ 20 min